# Jon Lovitz
Jonathan M. Lovitz (n. 21 iulie, 1957) este un actor american și comediant, devenit cunoscut mai ales datorită faptului că este membru Saturday Night Live. Biografii actorului susțin că actorul provine dintr-o familie a unui medic de origine română care a emigrat în anii '40 în Statele Unite.

## Filmografie
| An   | Titlu                                         | Rol                           | Note                             |
| ---- | --------------------------------------------- | ----------------------------- | -------------------------------- |
| 1986 | Hamburger... The Motion Picture               | Security guard                |                                  |
| 1986 | Last Resort                                   | Bartender                     |                                  |
| 1986 | Jumpin' Jack Flash                            | Doug                          |                                  |
| 1986 | Ratboy                                        | Party guest                   |                                  |
| 1986 | Three Amigos                                  | Morty                         |                                  |
| 1987 | The Brave Little Toaster                      | Radio                         | Rol de voce                      |
| 1988 | Big                                           | Scotty Brennen                |                                  |
| 1988 | My Stepmother Is an Alien                     | Ron Mills                     |                                  |
| 1990 | Mr. Destiny                                   | Clip Metzler                  |                                  |
| 1991 | An American Tail: Fievel Goes West            | Chula                         | Rol de voce                      |
| 1992 | The Buzz                                      | Unknown                       |                                  |
| 1992 | A League of Their Own                         | Ernie Capadino                |                                  |
| 1992 | Mom and Dad Save the World                    | Emperor Tod Spengo            |                                  |
| 1993 | Loaded Weapon 1                               | Becker                        |                                  |
| 1993 | Coneheads                                     | Dr. Rudolph                   |                                  |
| 1994 | City Slickers II: The Legend of Curly's Gold  | Glen Robbins                  |                                  |
| 1994 | North                                         | Arthur Belt                   |                                  |
| 1994 | Trapped in Paradise                           | Dave Firpo                    |                                  |
| 1996 | For Goodness Sake II                          | Unknown                       |                                  |
| 1996 | The Great White Hype                          | Sol                           |                                  |
| 1996 | Matilda                                       | Mickey                        |                                  |
| 1996 | High School High                              | Richard Clark                 | Rol principal                    |
| 1998 | The Wedding Singer                            | Jimmie Moore                  | Nemenționat                      |
| 1998 | Happiness                                     | Andy Kornbluth                |                                  |
| 1999 | Lost & Found                                  | Uncle Harry                   |                                  |
| 2000 | Small Time Crooks                             | Benny                         |                                  |
| 2000 | Little Nicky                                  | Peeper                        |                                  |
| 2000 | Sand                                          | Kirby                         |                                  |
| 2001 | 3000 Miles to Graceland                       | Jay Peterson                  |                                  |
| 2001 | Cats & Dogs                                   | Calico                        | Rol de voce                      |
| 2001 | Rat Race                                      | Randall 'Randy' Pear          |                                  |
| 2001 | Good Advice                                   | Barry Sherman                 |                                  |
| 2002 | Eight Crazy Nights                            | Tom Baltezor                  | Rol de voce                      |
| 2003 | Dickie Roberts: Former Child Star             | Sidney Wernick                |                                  |
| 2004 | The Stepford Wives                            | Dave Markowitz                |                                  |
| 2005 | Bailey's Billion$                             | Bailey                        |                                  |
| 2005 | Pancho's Pizza                                | Unknown                       | Scurtmetraj                      |
| 2005 | The Producers                                 | Mr. Marks                     |                                  |
| 2006 | Farce of the Penguins                         | "My eyes are up here" Penguin | Rol de voce Lansat direct-pe-DVD |
| 2006 | The Benchwarmers                              | Mel                           |                                  |
| 2006 | Southland Tales                               | Bart Bookman                  |                                  |
| 2007 | I Could Never Be Your Woman                   | Rob                           | Lansat direct-pe-DVD             |
| 2010 | Casino Jack                                   | Adam Kidan                    |                                  |
| 2012 | Jewtopia                                      | Dennis Lipschitz              |                                  |
| 2012 | Hotel Transylvania                            | Quasimodo                     | Rol de voce                      |
| 2013 | Bula Quo!                                     | Wilson                        |                                  |
| 2013 | Grown Ups 2                                   | Squats Fitness Janitor        |                                  |
| 2013 | Jay & Silent Bob's Super Groovy Cartoon Movie | The Mad Scientist             |                                  |
| 2014 | Birds of Paradise                             | Skeeter                       | Voce                             |
| 2015 | A Mouse Tale                                  | King of Mice                  | Voce                             |
| 2015 | Hotel Transylvania 2                          | The Phantom of the Opera      | Voce                             |
| 2015 | The Ridiculous Six                            |                               |                                  |